# 9831 Simongreen
9831 Simongreen este un asteroid din centura principală de asteroizi.

## Descriere
9831 Simongreen este un asteroid din centura principală de asteroizi. A fost descoperit pe 22 august 1979 la Observatorul La Silla de Claes-Ingvar Lagerkvist. El prezintă o orbită caracterizată de o semiaxă mare de 2,42 ua, o excentricitate de 0,21 și o înclinație de 2,4° în raport cu ecliptica.